# Jantar Ustka
Jantar Ustka (Miejski Klub Sportowy Jantar Ustka)  – polski klub piłkarski z siedzibą w Ustce.

## Historia klubu

### Początki usteckiego klubu
Na przełomie lat 1945/46 odbywają się pierwsze imprezy sportowe, jeszcze w formie niezorganizowanej. Rozgrywane są głównie mecze piłki nożnej na szczeblu miasta, pomiędzy ludnością cywilną a wojskiem radzieckim tutaj stacjonującym. Mecz ten wygrała drużyna ustecka 4:1. W tym czasie rozegrano jeszcze wiele innych spotkań, m.in. z Potęgowem. Działo się to za sprawą kilku fanatyków futbolu, słusznie przekonanych  o tworzeniu tego rodzaju sportu. Mecze te, choć nie cechowała ich walka o punkty, angażowały emocjonalnie nieliczne wtedy społeczeństwo Ustki. Zawody odbywały się na boisku przy ul. Westerplatte (obecnie teren magazynów Stoczni „Ustka”).
Lata 1945-47 to lata, kiedy nie można było rozdzielić ról działaczy i sportowców. Wszyscy organizują i wszyscy grają. W 1946 S. Prokopiuk zaczął organizować pierwszy klub sportowy „Jantar”. Jego prezesem został ówczesny burmistrz miasta Ustki K. Kotarski. Jeden z pierwszych składów K.S. Ustka – 1946. Mordaka F., Zięcina, Konopka A., Trąbka W., Rojek E., Szostopal W., Romaniak J., Muszyński E. Rękosiewicz. W 1947 na walnym Zebraniu klubowi sportowemu „Jantar” nadano nową nazwę – Klub Sportowy „Ustka” z sekcjami: piłki nożnej  i lekkoatletycznej. W tym okresie drużyna piłkarska odnosiła wiele sukcesów jak: zdobycie 1. miejsca w klasie „C” w swojej grupie okręgu szczecińskiego, zwyciężając II- ligową Gwardię Słupsk 3:0. Wszystkie mecze rozgrywane były na boisku w pobliżu Stoczni „Ustka”. Działacze dostrzegali jego liczne mankamenty i starali się o przydział dogodniejszego terenu.
Wreszcie władze administracyjne przydzieliły plac przy ul. Grunwaldzkiej 8/10. Przystąpiono energicznie do budowy stadionu. Dzięki ofiarności działaczy, sportowców, kibiców i społeczności miasta powstał nowy stadion.
Działalność sportowa w latach 1947-49 związana była z trudnościami. Klub nie posiadał żadnych dotacji, środków finansowych, transportu. Sprzęt kupowali zawodnicy za własne pieniądze, a wszystkie koszty związane z utrzymaniem klubu pokrywane były przez: L. Lipowicza, E. Rojka, Z. Rękosiewicza, J. Łyska, S. Prokopiuka, A. Drążkowskiego i innych.
Rok 1950 przyniósł jeszcze większe zainteresowanie ruchem sportowym. Działacze doszli do porozumienia i utworzyli jeden klub sportowy „Związkowiec” przy Federacji Sportowej „Transportowiec”. Prezesem wybrano W. Szarejko. Klub ten posiadał silne sekcje sportowe: boks w klasie „A”, tenis stołowy w klasie „A”, piłkę siatkową w klasie „B”, piłkę nożną w klasie „B” oraz sekcję tenisa ziemnego.
Tak działał klub do 1951, bowiem w tym roku zlikwidowano Zrzeszenie Sportowe "Transportowiec”. Na miejsce jednego, prężnego ośrodka, powstały małe klubiki: Klub Sportowy „Kolejarz” przy Federacji Sportowej „Kolejarz”, Klub Sportowy  „Stal” przy Stoczni „Ustka”, Garnizonowy Wojskowy Klub Sportowy „Flota”.
K.S. „Kolejarz” posiadał sekcję piłki nożnej i piłki siatkowej. K.S. „Stal” sekcję piłki nożnej w klasie „B”, tenisa stołowego oraz szachów. GWKS „Flota” posiadał sekcję piłki nożnej w klasie wojewódzkiej i w tym czasie uzyskał 2. miejsce w rozgrywkach o „Puchar Polski” na szczeblu wojewódzkim,  przegrywając w finale z  „Budowlanymi” Człuchów 3:1. Po likwidacji WGKS „Flota” powstał Klub Sportowy „Gwardia” przy WOP Ustka.
5 stycznia 1957 r., celem uzdrowienia stosunków sportowych, zebrali się działacze sportowi: Z. Rekosiewicz, E. Rojek, H. Wagner, J. Szymański, E. Konik,  B. Litewka, W. Trąbka, J. Łysiak, J. Kotarski, S. Stasiński, Motyka i Chmielowski. Stwierdzono, że należy stworzyć jeden silny klub, który by skupiał wszystkich zawodników z poszczególnych klubów m. Ustki. Miałby on też wszechstronną działalność wśród młodzież szkolnej i pozaszkolnej.
Dnia 22 stycznia 1957 r. doszło do walnego, sprawozdawczo-wyborczego zebrania Koła Sportowego „Stal” i „Kolejarz”. Jednomyślnie uchwalono, że powstaje jeden klub na terenie Ustki o nazwie: Towarzyski Kolejowy Klub Sportowy „Ustka”.
Składy drużyny Towarzyskiego Klubu Sportowego „Ustka”. Są to zawodnicy: Trąbka, Gudz, Jagodziński, Ciosek, Rudnicki, Stasiński, Olińsk, Banach, Hołubiec, Suliński, Drąg.
Prezesem został Z. Rękosiewicz. Na zebraniu uchwalono Statut Klubu, który był prawną podstawą jego działalności. Od tego momentu obserwuje się prężny rozwój, zwłaszcza sekcji piłki nożnej i wioślarskiej. Wioślarze nie mieli wtedy równych sobie  w okręgu koszalińskim. Kierował nimi p. Wagner.
Dzięki pomocy PPiUR „Korab” został zakupiony sprzęt wysokiej klasy, dający szansę wygranej z najlepszymi. Sekcja piłki nożnej w 1957 uzyskała awans do klasy „A” woj. Koszalińskiego.
Rok 1957. Mecz Wisła Kraków – T.K.S. Ustka. Wynik meczu 4:1, (3:0). Bramkę dla Ustki zdobył J. Charczuk. Skład: J. Szymeński, Bąkowski, Jagodziński, Ciosek, Drąg, Charczuk, Trąbka, Konik, Klęcza, Stasiński, Wroniecki.
Nieco podupadły inne sekcje złożone spontanicznie, lub tylko w oparciu o zawodników wojskowych. Sekcja podnoszenia ciężarów przeszła do K.S. „Flota”, Gdynia.
W 1958 prezesem klubu został Bugajewski. Poprawiły się też warunki finansowe. Skończyły się czasy wyjazdów na mecze ciągnikami z zapasem kilkudziesięciu kanapek, w miejsce nieznanych wówczas diet sportowych.
Rozpoczął się okres lepszego sportu w dziejach Ustki. TKKS gdyż tak brzmiała oficjalna nazwa tego klubu, zdobył popularność w cały województwie. Na imprezy przychodziły rzesze kibiców. Dużym osiągnięciem była reprezentacja sekcji piłki nożnej w lidze okręgowej w 1958 r.
W 1973 przy Stoczni „Ustka” w Ustce powstał nowy klub. Był to LZS „Stoczniowiec”. Własnymi siłami wybudowali stadion. Działalność tego Klubu umożliwiła organizację meczów piłki nożnej, tenisa stołowego, piłki siatkowej i brydża sportowego. Klub ten posiadał duże oparcie w Stoczni „Ustka”, dlatego też awans jego zespołów następował błyskawicznie. Zdobył rzesze sympatyków i stworzył nowe grono działaczy.
Władze miejskie i klubowe doszły do przekonania, że działalność dwóch klubów w jednym małym mieście obniża wartość wyczynową sportu. W 1975 na wspólnym posiedzeniu Zarządów Klubów i władz miejskich zapadła decyzja o połączeniu i powstaniu nowego klubu MZKS „Jantar” Ustka. Klub od tego czasu rozpoczął nowy okres w dziejach miasta. Działał w oparciu o silną bazę organizacyjno-sportową przy poparciu wszystkich zakładów i instytucji.

## Sezon po sezonie

### Lata 70.
W sezonie 1976/77 MZKS „Jantar” Ustka występował w klasie „A” w grupie w grupie północnej pod kierunkiem Brunona Cejrowskiego zajęli 2. miejsce. Zgromadzili 26 punktów w stosunku bramek 38:19.
W sezonie 1977/78 piłkarze z Ustki zajęli 6. miejsce zdobyli 29 punktów  w bramkach 40:30
W następnym sezonie 1978/79 MZKS „Jantar” Ustka był bliski awansu do III ligi. Zajął drugie miejsce ustępując dwoma punktami Pogoni Lębork. Zdobycz Jantara to 39 punktów, 64:19 w bramkach. Sukces odnieśli juniorzy starsi zajmując 2. miejsce, ustępując jedynie Gryfowi Słupsk.
W reprezentacji juniorów województwa słupskiego w tym sezonie było dwóch reprezentantów z usteckiego klubu: Waldemar Kubica i Jerzy Wólczyński. Reprezentacja okręgu pod kierownictwem trenera Józefa Przysiaznika zajęła 1. miejsce w silnie osadzonym turnieju w Szczecinku pozostawiając za sobą takie ośrodki jak: Łódź, Gdańsk, Szczecin, Poznań, Olsztyn, Koszalin i Zielona Góra.

### Sezon 1979/80
Seniorzy „Jantara” zajmują 4. miejsce w klasie „A” zdobywając 26 punktów   w bramkach 33:21. W tym sezonie juniorzy starsi nie odnieśli większego sukcesu, natomiast juniorzy młodsi zostali wicemistrzami województwa ustępując Gryfowi Słupsk.

### Lata 80.
W Sezonie 1981/82 zawodnicy pod wodzą nowego trenera Wiesława Ostrzyckiegp zajęli 2. miejsce w klasie wojewódzkiej zdobywając 33 punkty, 35:21  w bramkach. Awans do III ligi wywalczyli zawodnicy Czarnych Słupsk. Juniorzy starsi Jantara zdobyli mistrzostwo województwa słupskiego, wyprzedzając juniorów Gryfa Słupsk.
Długie lata piłkarze usteccy walczyli o miejsce w III lidze. Pierwszy historyczny awans piłkarze odnieśli w sezonie 1982/83 po zdobyciu mistrzostwa województwa słupskiego i barażowym dwumeczu z KS „Kotwica” Kołobrzeg.
26 czerwca 1983 w Ustce było 1:1 a 3 lipca w Kołobrzegu „Jantar” wygrał 3:1 po dogrywce. Awans do III ligi był zasługą zawodników: Krzysztofa Siódmaka, Marka Mordaka, Bogdana Tworka, Stefana Gruszczyńskiego, Zdzisława Skwarczaka, Jerzego Wólczyńskiego, Marka Chatyna, Jerzego Mazura, Wojciecha Pytlaka, Waldemara Kubicy, Jacka Chrapka, Stanisława Tomasa, Mirosława Margola, Andrzeja Łachwy, Zdzisława Lewandowskiego, Andrzeja Romaniaka, Marka Wojdy. Trenerem był Wiesław Ostrzycki, drugim trenerem Czesław Bujak, kierownikiem sekcji Andrzej Łakota, kierownikiem drużyny Jerzy Wacławski.
W III lidze występowali tylko jeden sezon 1983/84 gdzie zdobyli 4 punkty, strzelili  9 bramek a stracili aż 79.
Po spadku z III ligi piłkarzy „Jantara” dopadł kryzys w klasie wojewódzkiej w sezonie 1984/85 drużyna zajęła dopiero 8. miejsce, co jest najsłabszym wynikiem „Jantara” w historii tych rozgrywek. Juniorzy młodsi zajęli II miejsce w lidze wojewódzkiej.
Usteccy piłkarze ponownie awansowali do III ligi po sezonie 1985/86. Pod wodzą Romana Cejrowskiego wywalczyli mistrzostwo klasy wojewódzkiej  z dorobkiem 39 punktów i stosunkiem bramek 78:24. Tym razem pobyty w III lidze przedłużył się do 3 sezonów. Oprócz awansu do III ligi „Jantar” zdobył Puchar Polski Województwa Słupskiego wygrywając w finale z „Pogonią” Lębork 3:0.
W Sezonie 1986/87 „Jantar” w III lidze zajął 9. miejsce zdobywając 16 punktów   z dorobkiem bramkowym 30:45. Kolejnym sukcesem tego sezonu było zajęcie 1. miejsca przez juniorów starszych i awans do Pomorskiej Ligi Międzywojewódzkiej Juniorów.
Sezon 1987/88 to zajęcie 8. miejsca w III lidze zdobycie 29 punktów, natomiast juniorzy starsi zajęli VII miejsce charakteryzując się dorobkiem 27:25 punktów.
Sezon 1988/88 to słabsze wyniki, które spowodowały zajęcie 11. miejsce z dorobkiem 16 punktów i 11:15 bramek, a co za tym idzie opuszczenie III ligi. Także juniorzy starsi spadli z ligi międzywojewódzkiej gdzie zajęli X  miejsce.
W następnym sezonie 1989/90 „Jantar” przeszedł do rozgrywek w klasie międzywojewódzkiej makroregionu pomorskiej grupy I (słupskiej), w której zajął 5. miejsce, zdobywając 27 punktów w stosunku bramek 36:24. Juniorzy starsi zajęli  1. miejsce i zdobyli mistrzostwo województwa słupskiego.

### Lata 1990-1995
W Sezonie 1990/91 pod kierunkiem trenera Edwarda Raniszewskiego zdobyli trzeci tytuł słupskiego OZPN klasy okręgowej, a tym samym awansując do III ligi. Prezesem klubu został Tomasz Wszółkowski, który piastował funkcję prezesa przez  8 lat.
W Sezonie 1991/92 piłkarze z Ustki zajęli w III lidze 11. miejsce zdobywając 28 punktów i 38:40 w bramkach, W tym okresie w „Jantarze” grał Tomasz Iwan wielokrotny reprezentant kraju. Juniorzy młodsi w tym sezonie zdobyli wicemistrzostwo województwa.
Sezon 1992/93
Jantar spadł z III Ligi  gdzie zajął 12. miejsce, oraz zdobył Wojewódzki Puchar Polski pokonując w finale Start Miastko 5:0. Juniorzy młodsi wygrali rozgrywki w klasie wojewódzkiej.
Sezon 1993/94 i 1994/95 zawodnicy „Jantara” występowali pod kierunkiem nowego trenera Wiesława Ćwirko. W obu tych sezonach zajęli 2. miejsce. Juniorów starszych objął trener Edmund  Raniszewski, który w sezonie 1993/94 zdobył mistrzostwo województwa i awansował do Makroregionu Pomorze, gdzie zdobył 8. miejsce.

### Lata 1995-2000
W tym czasie trenerem pierwszego zespołu zostaje Tadeusz Spionek.
Pierwszy sezon nie jest zbytnio udany, ponieważ drużyny „Jantara” nie ma nawet w pierwszej trójce rozgrywek słupskiej klasy okręgowej. Dopiero w sezonie 1996/97 „Jantar” zdobyła 1. miejsce w słupskiej klasie okręgowej i awansowała do III Ligi.
Niestety w wyniku reorganizacji rozgrywek w Polsce, drużynie seniorów nie udało utrzymać się w III lidze. Po VII kolejce i porażce z „Zatoką” Braniewo 7:1, w której składzie grał Adam Fedoruk, zespół objął Mirosław Iwan. Z zespołu odeszli starsi zawodnicy, w wyniku czego zespół do końca rozgrywek gra w większości juniorami, którzy dzielnie walczyli w klasie Międzywojewódzkiej Makroregionu Pomorze.
Sezon 1998/99 to już gra w nowej IV lidze pomorze, gdzie „Jantarowi” udało się utrzymać i ostatecznie zająć 11. miejsce, zdobywając 31 punktów w stosunku bramek 44-51
Sezon 1999/2000 to zmiany w zarządzie klubu. 30 kwietnia prezesem został pan Góralczyk. Jednak w październiku podał się do dymisji, tymczasowym prezesem klubu został Stanisław Podlewski. Zawodnikom Jantara znowu udało się utrzymać  w IV lidze gdzie zajęli 11. miejsce.
W 2000 powstał w Ustce drugi klub piłkarski, MUKS Żaki 98 Ustka. Klub ten nastawiony jest na prace z młodzieżą. Trenerem koordynatorem został wieloletni trener „Jantara” Edmund Raniszewski.

### Sezon 2000/01
W 2000 prezesem klubu został Ludwik Iwan ojciec Tomasza Iwana. Trenerem pierwszego zespołu nadal pozostawał Mirosław Iwan, który dokonał kilku wzmocnień, przede wszystkim klub pozyskał 4 zawodników Gryfa 95 Słupsk. „Jantar” po 17 kolejkach zajmował wysokie 3. miejsce, jednak w zimie w wyniku braku obozu, piłkarze z Ustki zajęli 12. miejsce na 20 drużyn.

### Sezon 2001/02
Seniorzy „Jantara” zajmują 13. miejsce w IV lidze co powoduje, że piłkarze muszą walczyć o byt poprzez baraże. W wyniku losowania „Jantar” trafia na „Start” Miastko. Na wyjeździe było 1:1 a w rewanżu u siebie 4:2 tym samym „Jantar” utrzymał status czwartoligowca. 30 maja 2002 na stadionie „Jantara” odbyły się Mistrzostwa Europy Służb Penitencjarnych. Dzięki tej imprezie zamontowano około 500-set krzesełek. W Słupskiej Klasie Okręgowej występują juniorzy starsi „Jantara”. Ich trenerem jest Mariusz Miecznikowski, absolwent AWF w Poznaniu. Grał już wcześniej w tym zespole i teraz sprawdza się jako szkoleniowiec młodszych zawodników. Niestety kontuzja kolana nie pozwoliła mu kontynuować kariery piłkarza. Juniorów młodszych prowadzi Piotr Kurowski, to także zawodnik usteckiego „Jantara”. Obecnie też sędzia Podokręgu Słupskiego Pomorskiego Związku Piłki Nożnej. Niegdyś gracz Lecha Poznań, przyjechał nad morze służyć   w wojsku i już tu został. Grupę trampkarzy prowadzi Czesław Bujak, także zawodnik klubu oraz Śląska Wrocław. Najmłodszy rocznik szkoli Jan Malinowski.

### Sezon 2002/03
Piłkarze „Jantara” w IV lidze zajmują 15. miejsce w tabeli ze zdobyczą 38 punktów, w wyniku czego po raz kolejny będą walczyć o utrzymanie w barażach. Niestety tym razem „Jantar” przegrywa dwa mecze ze „Spartą” Sycewice 0:2 i 3:4 tym samym spada z IV Ligi.
Duże wyróżnienie spotkała młodego piłkarza usteckiego „Jantara” Tomasza Wólczyńskiego, który został powołany do szerokiej kadry Polski rocznika 1986 prowadzonego przez Dariusza Dziewanowskiego.
W czerwcu w Ustce odbywają się I Mistrzostwa w Plażowej Piłce Nożnej. Po tym turnieju odbywa się turniej pokazowy organizowany przez Tomasza Iwana. W turnieju pokazowym w finale Tomasz Iwan Team pokonuje Drink Team Szczecin 8:5

### Sezon 2003/04
5 września ustępuje  z funkcji prezesa Ludwik Iwan, przekazuje swoje obowiązki będącemu w zarządzie Sławomirowi Hyjek, a wiceprezesem zostaje Wiesław Ćwierko.25 listopada odbyło się walne zgromadzenie sprawozdawcze. Na 39 uprawnionych do głosowania na sali było 63%. Zebranie udzieliło absolutorium zarządowi z prezesem Sławomirem Hyjkiem. Prezes przedstawił sprawozdanie z działalności zarządu za lata 2001/02 i do czerwca 2003. Piłkarze z Ustki tylko rok Graja w Słupskiej Lidze Okręgowej zajmując 1. miejsce z dorobkiem 77 punktów i 94:21 bramkach. Dobra gra Wojciecha Jarmuża zostaje zauważona przez skautów pierwszoligowych zespołów. Po sezonie Jarmuż przechodzi do Wisły Płock.

### Sezon 2004/05
W styczniu 2005 nowym prezesem zostaje Wiesław Ćwirko, który pełnił funkcję wiceprezesa. N początku 2005 prowadzone są rozmowy z klubem MUKS Żaki 98 Ustka w celu połączenia klubów po rundzie wiosennej 2005. Seniorzy „Jantara” w IV lidze zajmują 13. miejsce z dorobkiem 41 punktów  i stosunkiem bramek 42:54. Pozycja ta pozwala walczyć o utrzymanie w barażach. Rywalem Ustczan byli zawodnicy Czarnych Czarne. Jantar zremisował dwa mecze 1:1 i 0:0, ale bramka strzelona przez Grzegorza Chorałę na wyjeździe pozwoliła „Jantarowi” pozostać w IV lidze.
Juniorzy „Jantara” nie odnoszą sukcesów. Zajmują odpowiednio 4. i 7. miejsce  w Okręgowej Lidze Juniorów A i B.

### Sezon 2005/06
Ustecki  „Jantar” boryka się z problemami finansowymi. Klubowi brakuje pieniędzy na działalność z dnia na dzień łatanie dziur w budżecie. 8 sierpnia odbywa się Nadzwyczajne Walne Zebranie Klubu. W wyniku zebrania zostaje wybrany nowy prezes, jest nim Ryszard Kowalski, wiceprezesem zostaje Zdzisław Szaławiński. Nie dochodzi do połączenia Klubu Sportowego „Jantar” i MUKS Żaki 98 Ustka.  W październiku 2005 trener piłkarskiej reprezentacji U-18 Andrzej Zamilski powołał dwóch piłkarzy „Jantara” napastnika Przemysława Iwańskiego i pomocnika Mateusza Tomasa na zgrupowanie w Ciechanowie. W listopadzie w wyniku niezadowalających wyników z funkcji trenera pierwszego zespołu rezygnuje Mirosław Iwan. Tymczasowo na jedną kolejkę funkcję trenera przejmuje kierownik zespołu Wiesław Ćwirko. 3 stycznia funkcje trenera pierwszego zespołu „Jantara” obejmuje Edmund Raniszewski, asystentem zostaje Piotr Piszko. „Jantar” zajmuje bezpieczne 12. miejsce w IV lidze z dorobkiem 43 punktów i stosunkiem bramek 40:51

### Sezon 2006/07
W wyniku odejścia z klubu po sezonie 2005/06 i po rundzie jesiennej 2006 aż 15 zawodników „Jantara” nie jest w stanie utrzymać się w IV lidze. Z dorobkiem 15 punktów zajmują ostatnie miejsce i spada do klasy okręgowej.
Sukces odnoszą juniorzy rocznik 1992/93 gdzie zajmują 1. miejsce w Słupskiej Lidze Okręgowej i awansują do Pomorskiej Ligi Juniorów.

### Sezon 2007/08
W wyniku złej sytuacji kadrowej „Jantara”, piłkarze usteckiego klubu przewidziani są do spadku nawet ze słupskiej Klasy Okręgowej. Jednak po VIII kolejce „Jantar” zajmuje wysokie 3. miejsce z dorobkiem 17 punktów. Juniorzy w Pomorskiej Lidze Juniorów ,,C" zajmują wysokie 4. miejsce.

## Osiągnięcia

### Drużynowe
Okręgowy Puchar Polski – 3 razy
- 1985/86, 1991/92, 2014/15

### Występy ligowe od 1997 roku
| Sezon   | Liga                           | Pozycja | Punkty | Bramki | Uwagi                                                               |
| ------- | ------------------------------ | ------- | ------ | ------ | ------------------------------------------------------------------- |
| 1997/98 | III liga (grupa Gdańsk)        | 18      | 12     | 18:106 | spadek                                                              |
| 1998/99 | IV liga (grupa Gdańsk, Słupsk) | 11      | 31     | 44:51  |                                                                     |
| 1999/00 | IV liga (grupa Gdańsk, Słupsk) | 11      | 34     | 40:52  |                                                                     |
| 2000/01 | IV liga (grupa pomorska)       | 12      | 53     | 72:59  |                                                                     |
| 2001/02 | IV liga (grupa pomorska)       | 13      | 39     | 44:58  | utrzymanie po barażach                                              |
| 2002/03 | IV liga (grupa pomorska)       | 15      | 38     | 48:58  | spadek po barażach                                                  |
| 2003/04 | Klasa okręgowa (grupa Słupsk)  | 1       | 77     | 94:21  | awans                                                               |
| 2004/05 | IV liga (grupa pomorska)       | 13      | 41     | 42:54  | utrzymanie po barażach                                              |
| 2005/06 | IV liga (grupa pomorska)       | 12      | 43     | 60:48  |                                                                     |
| 2006/07 | IV liga (grupa pomorska)       | 18      | 16     | 21:89  | spadek                                                              |
| 2007/08 | Klasa okręgowa (grupa Słupsk)  | 6       | 48     | 51:41  |                                                                     |
| 2008/09 | Klasa okręgowa (grupa Słupsk)  | 3       | 60     | 79:24  |                                                                     |
| 2009/10 | Klasa okręgowa (grupa Słupsk)  | 1       | 60     | 78:17  | awans                                                               |
| 2010/11 | IV liga (grupa pomorska)       | 4       | 54     | 61:36  |                                                                     |
| 2011/12 | IV liga (grupa pomorska)       | 16      | 11     | 26-76  | spadek                                                              |
| 2012/13 | Klasa okręgowa (grupa Słupsk)  | 5       | 53     | 63-33  |                                                                     |
| 2013/14 | Klasa okręgowa (grupa Słupsk)  | 1       | 73     | 91-17  | awans                                                               |
| 2014/15 | IV liga (grupa pomorska)       | 6       | 57     | 59-47  |                                                                     |
| 2015/16 | IV liga (grupa pomorska)       | 16      | 29     | 50-107 | spadek                                                              |
| 2016/17 | Klasa okręgowa (grupa Słupsk)  | 5       | 52     | 82-45  |                                                                     |
| 2017/18 | Klasa okręgowa (grupa Słupsk)  | 1       | 76     | 136-33 | awans                                                               |
| 2018/19 | IV liga (grupa pomorska)       | 9       | 49     | 61-90  |                                                                     |
| 2019/20 | IV liga (grupa pomorska)       | 17      | 9      | 29-54  | sezon przedwcześnie zakończony                                      |
| 2020/21 | IV liga (grupa pomorska)       | 15      | 37     | 47-54  |                                                                     |
| 2021/22 | IV liga (grupa pomorska)       | 20      | 29     | 38-71  | utrzymanie dzięki wycofaniu Kaszubii Kościerzyny i Lechii II Gdańsk |
| 2022/23 | IV liga (grupa pomorska)       | 19      | 8      | 27-150 | spadek                                                              |

## Stadion
Stadion, na którym obecnie gra drużyna Jantara Ustka znajduje się przy ulicy Grunwaldzkiej. Jego pojemność wynosi ok. 300 miejsc. Został zbudowany w 2021 r.
- Pojemność: ok. 300
- Adres stadionu: Ustka, ul. Grunwaldzka 35

## Piłka nożna plażowa
Zespół Jantar Ustka nieregularnie występuje także na turniejach piłki nożnej plażowej w kategorii seniorów oraz młodzieżowej.